# Landesregierung Partl I
Die Landesregierung Partl I bildete die Tiroler Landesregierung während der X. Gesetzgebungsperiode unter Landeshauptmann Alois Partl von der Angelobung Partls am 5. März 1987 bis zum Ende der Regierungsperiode am 4. April 1989.
Nach dem Rücktritt von Landeshauptmann Eduard Wallnöfer wurde am 5. März 1987 der bisherige Landesrat Alois Partl zum neuen Landeshauptmann gewählt. Als neuer Landesrat rückte Hermann Ennemoser auf, der ebenfalls am 5. März 1987 angelobt wurde. Nur drei Wochen später, am 25. März 1987, schied auch der Landeshauptmann-Stellvertreter der SPÖ Ernst Fili aus der Regierung aus. Ihm folgte Hans Tanzer am selben Tag nach.

## Regierungsmitglieder
| Amt                                                      | Name                | Partei | Geschäftsfelder |
| -------------------------------------------------------- | ------------------- | ------ | --------------- |
| Landeshauptmann                                          | Alois Partl         | ÖVP    |                 |
| Erster Landeshauptmann-Stellvertreter                    | Fritz Prior         | ÖVP    |                 |
| Zweiter Landeshauptmann-Stellvertreter ab 25. März 1987  | Hans Tanzer         | SPÖ    |                 |
| Landesrat                                                | Christian Huber     | ÖVP    |                 |
| Landesrat                                                | Franz Kranebitter   | ÖVP    |                 |
| Landesrat                                                | Alois Partl         | ÖVP    |                 |
| Landesrat ab 5. März 1987                                | Hermann Ennemoser   | ÖVP    |                 |
| Landesrat                                                | Fridolin Zanon      | ÖVP    |                 |
| Landesrat                                                | Friedrich Greiderer | SPÖ    |                 |
| Vorzeitig ausgeschiedene Mitglieder der Landesregierung  |                     |        |                 |
| Zweiter Landeshauptmann-Stellvertreter bis 25. März 1987 | Ernst Fili          | SPÖ    |                 |